# Trond Korsmoe
Trond Arne Korsmoe, född den 1 april 1962, svensk dansbandsmusiker från Älvdalen. Medverkade och segrade i Dansbandskampen 2008 med Larz-Kristerz. Har tidigare varit gitarrist i bandet, är numera basist. Far till Morgan Korsmoe. Han var tidigare medlem i dansbandet Jannkess, där han spelade åren 1988–1994. I Jannkess spelade också Kent Lindén och Mikael Eriksson som båda nu är medlemmar i Larz-Kristerz.

## Diskografi

### Album
- Jannkess - Hela Sveriges dansband - 1992
- Larz-Kristerz - Stuffparty 1 - 2003
- Larz-Kristerz - Stuffparty 2 - 2004
- Larz-Kristerz - Stuffparty 3 - 2007
- Larz-Kristerz - Hem till dig - 2009
- Larz-Kristerz - Om du vill - 2009
- Larz-Kristerz - Små ord av guld - 2010
- Larz-Kristerz - Från Älvdalen till Nashville - 2011
- Larz-Kristerz - Det måste gå att dansa till - 2013
- Larz-Kristerz - 40 Mil Från Stureplan - 2014

### Singlar
- Larz-Kristerz - Carina - 2009
- Larz-Kristerz -Hem till dig - 2009

## Filmografi
- 2008 -  Dansbandskampen
- 2009 -  Allsång på skansen